# Venticano
Venticano – miejscowość i gmina we Włoszech, w regionie Kampania, w prowincji Avellino.
Według danych na 1 stycznia 2022 roku gminę zamieszkiwało 2275 osób (1108 mężczyzn i 1167 kobiet).